# Glassheart
Glassheart —español: «Corazón de cristal»— es el tercer álbum de estudio de la cantante inglesa Leona Lewis, publicado al público por Sony Music Entertainment y Syco Music durante los meses de octubre y noviembre de 2012 en el continente europeo. El 11 de enero de 2013 la versión de lujo del álbum, fue publicada en Alemania, mientras que su lanzamiento en los Estados Unidos fue cancelado.
En Glassheart, Lewis se reúne con Ryan Tedder, productor de sus más exitosos sencillos «Bleeding Love» y «Happy», la compositora Andrea Martin, quien coescribió «Better in Time», y además de una serie de nuevos colaboradores como el dúo británico Naughty Boy y Emeli Sandé, Rodney "Darkchild" Jerkins y DJ Frank E. El Productor ejecutivo Fraser T. Smith produjo el álbum después de impresionar a Lewis con su trabajo en Hurt: The EP (2011), un extended play (EP) que Lewis lanzó para introducir a Glassheart.
El primer sencillo del álbum se titula «Collide» y es acompañado del DJ sueco Avicii, tuvo su lanzamiento oficial el 2 de septiembre del 2011 en el Reino Unido, mientras que días después alrededor del mundo. Consiguió ser el primer sencillo de Lewis en obtener el primer lugar de la Hot Dance Club Play de Billboard en Estados Unidos. Su segundo sencillo «Trouble» fue lanzado el 5 de octubre de 2012, días previos al lanzamiento del álbum y seguido de la publicación de «Lovebird» en el continente Europeo.
Glassheart recibió una recepción mixta de los críticos que elogiaron la voz y el uso experimental del dubstep y la música electrónica, pero no estaban impresionados con muchas de las baladas del álbum. En el Reino Unido, fue el primer álbum de Lewis en no alcanzar el número uno, con el que debutó en el número tres con 27.000 mil copias en su primera semana. El álbum se convirtió en el tercero de Lewis en estar en el Top5 de Irlanda, y en su lanzamiento internacional en noviembre de 2012, llegó a la cima de algunos países de la Europa continental. Después de su lanzamiento en 2013 para Austria y Alemania, Glassheart alcanzó el puesto número cinco y seis, respectivamente, superando su álbum anterior Echo. En abril de 2013, Lewis dio inicio a la gira The Glassheart Tour en apoyo del álbum, su segunda gira por Reino Unido y la primera gira en visitar Alemania y Suiza.

## Información del álbum
Lewis empezó a trabajar en su tercer álbum, poco después de haber completado el recorrido de su gira The Labyrinth Tour. También se informó de que Simon Cowell había fijado un plazo para el lanzamiento del álbum para el verano de 2011. El 26 de septiembre del 2011, la cantante dio declaraciones en su cuenta oficial de Facebook, en la que relata que su álbum sería postergado hasta el próximo año, ya que quiere seguir con más grabaciones de éste. Semanas después se confirmó que el álbum va hacer lanzado en octubre de 2012. Un mes después se confirmó que el álbum sería lanzado en los Estados Unidos, bajo el sello discográfico RCA Records, dado a una distribución por parte de la compañía Jive Records. Pese a ello, el álbum nunca fue lanzado en el país.
El 21 de junio de 2012, en una entrevista con Music Week, Fraser T. Smith dijo que el álbum esta en un 80% terminado: "Tenemos lo principal estamos muy cerca. Ha hecho algunas notas fantásticas y está haciendo un disco muy relevante... [es] un disco muy importante para ella. Las canciones son muy fuertes". En junio de 2012 Lewis reveló que el productor ejecutivo del álbum será Fraser T. Smith. El listado completo de canciones del álbum fue dado a conocer mediante una sesión en línea de Lewis con sus fanes, donde confirmó que será lanzado en sus versiones "Standard" y "Deluxe", mientras que el primer sencillo «Collide» será incluido en esta última bajo la versión Afrojack remix.

## Grabación y producción
La primera persona confirmada como colaborador en el álbum fue Ryan Tedder, líder de la banda One Republic, quien ya ha producido múltiples canciones de los dos primeros álbumes de Lewis, "Spirit" y "Echo". Kutzle, Zancanella y Tedder trabajaron con Lewis en una última canción llamada «Burn». Lewis trabajó con la escritora Emeli Sandé en dos canciones para el álbum. La primera, titulada «Mountains» que fue escrita por Sandé, Shahid Khan, James Murray, Mustafa Omer y Luke Juby. La segunda canción es «Trouble» y fue inspirada por la reciente separación de Lewis con su exnovio Lou Al-Chamaa. Fue coescrita por la misma Lewis, incluyendo las líneas: "I told you never to get used to me, I stay awake while you fall asleep. I'm a whole lot of trouble, we're in a whole lot of trouble. You shout louder than you used to, and you hold on tighter in the bedroom." La canción incluye la colaboración del rapero norteamericano Childish Gambino y fue lanzada como segundo sencillo del álbum. De acuerdo con el sitio Yahoo!, Lewis ha trabajado con Ammo y Steve Robson.
Otros medios, revelaron que Lewis pasó algún tiempo en el estudio con Rico Love, Rodney "Darkchild" Jerkins, will.i.am, Polow da Don y de acuerdo con MTV, con el cantante y escritor de R&B Ne-Yo. Durante 2012, «Lovebird» y «Mountains» fueron filtradas completamente en la internet. La primera fue coescrita por Bonnie McKee. Lewis viajó en enero hasta Nashville Tennessee para grabar música junto a Dallas Austin. A fines de 2011, Lewis habló sobre una colaboración con el DJ Calvin Harris, "Acabo de trabajar con Calvin en una canción – Él es tan talentoso."
Lewis lanzó Hurt: The EP en diciembre de 2011 para acortar la espera de Glassheart. El EP contiene covers de canciones re-mescladas por Fraser T. Smith, quien durante marzo de este año, fue confirmado como productor del álbum. Una de las canciones producidas por Smith, «Come Alive» fue coescrita por Lewis e Ina Wroldsen. En julio de 2012, Smith declaró que el álbum estaba en un 97% completado, con sonidos "Emocionales" y "Clásicos". La escritora Noruega Ina Wroldsen también se hizo partícipe del álbum, en la canción «Come Alive».

## Portada y título del álbum
Lewis trabajó con el fotógrafo Guy Aroch para la sesión de fotos del álbum en un apartamento de vendimia, con un montón de fotos de Lewis que la presentan en contra de las paredes. La portada del álbum se dio a conocer el 5 de septiembre de 2011. Un editor de The Metro describió la foto de la portada: "Lewis mira directamente a la cámara con la mirada más sexy y sofisticada que hemos visto en los últimos meses". El crítico comentó sobre el estilo de Lewis: "Tenía el pelo largo y oscuro con un barrido en la cara, aparte de su flequillo rizado, mientras que dos estrellas negras han sido cuidadosamente aplicada por debajo de sus ojos, y agregó que el efecto dramático en general era bueno". Becky Bain del sitio web Idolator, comentó que aunque "Lewis se ve hermosa", el procesamiento de imágenes hace que su look "se encuentre muy elevado y sobresaturado". La portada de la edición de lujo muestra imágenes de los fanes interactúando o posando con un corazón, seleccionada a través de una competencia organizada por el sitio web de Lewis. Además, en el Reino Unido, el sitio Play.com posee copias firmadas de Glassheart por Lewis, mientras que HMV ofreció el álbum con un estuche exclusivo. A través de un blog oficial, Lewis confirmó que 3.000 mil ediciones limitadas firmadas del álbum fueron enviadas exclusivamente a Play.com.
El título del álbum Glassheart fue inspirado por una conversación que Lewis tuvo con Tedder. Durante la conversación, Tedder le preguntó a Lewis acerca de sus experiencias pasadas con el amor y la vida en general. Con lo que Lewis condujo a la palabra "Glassheart". Durante una entrevista con la radio Clyde 1, Lewis dijo que "Glassheart representa proteger usted mismo su corazón y proteger a sus emociones, es muy conmovedor".

## Recepción de la crítica
Glassheart recibió críticas positivas de los críticos. Recibió elogios por las decisiones de experimentar con dubstep, bubblegum, pop y la música electrónica en algunas de las pistas y las críticas hacia las baladas, con críticas divididas por el número en un álbum y su calidad frente a las canciones de tempo. Ludovic Hunter-Tilney del Financial Times dijo que las demoras en la liberación de Glassheart trabajaron a favor de Lewis, obligándola a "confrontar su falta de dirección [musical]". Hunter-Tilney elogió tanto la voz Lewis que la comparó con la de Mariah Carey y el uso de "eco y tambores" en muchas de las canciones. Concluyó diciendo que Glassheart "se aleja de su zona de confort", tal vez debido a la "preponderancia sobre Break-Up" de su compañera cantante y compositora británica Adele. Dean Piper del Daily Mirror, también observó similitudes con Adele, comentando que aunque tanto Lewis y Adele habían trabajado con Smith, el álbum de Lewis "se traduce a un público universal", como 21 de Adele. Sin embargo Piper hizo llamar a la comparación injusta porque Glassheart "le recuerda el extraordinario talento de Leona", También dijo que "no hay duda de que la música es buena y Glassheart sí parece ser su álbum más personal hasta la fecha". Entre las canciones, Piper escogió a «Un Love Me», «Favourite Scar» y «Fingerprint». Otra crítica positiva vino del crítico Lewis Corner de Digital Spy, quien dijo que Lewis sorprendió en "los números llenos de angustia y tormento que destacar". Elogiando su falsete, Corner Lewis le entregó cinco de cinco estrellas y terminó diciendo: "Como muchos artistas antes que ella, Leona ha canalizado el lado más oscuro del amor en su trabajo - Y el resultado es nada menos que espectacular".
Mateo Horton escritor de Virgin Media elogió a Lewis por experimentar con el dubstep en «Come Alive» y el pop bubblegum en «Shake You Up», y describe las dos canciones como experimentos que funcionan. Caroline Sullivan del periódico The Guardian recogió la composición del álbum y lo describió como demasiado dependiente de baladas, diciendo que el problema era que se trataba de "una zona donde Adele ahora tiene la ventaja." Sin embargo, Sullivan dijo que "por una vez Lewis ha hecho un disco que vale la pena". Elogió «Come Alive», «Glassheart» y «Trouble». Fraser McAlpine de BBC Music le dio al álbum una crítica agridulce diciendo que Glassheart "juega en gran medida de las expectativas". Criticó la materia, teniendo en cuenta que muchas de las canciones revisita territorio familiar cómo "ella siempre tiene mala suerte en el amor". McAlpine elogió los valores de producción, y señaló que "en el transcurso de estas 12 canciones hay todo tipo de guiños en la música de producción más feliz", pero también señaló que en la mayoría de las canciones" [Lewis] suena devastada". En la parte de "su tono natural de la voz", concluyó McAlpine, así como señalando que no había realmente ninguna canción de tempo, sólo canciones que no eran baladas, pero agregó que no importaba como "las canciones que tienden a volar mejor, en sus propios términos, al menos, son las baladas musculares despejadas". Al comentar sobre «Come Alive», dijo que aunque el "breakbeat" de la producción es uno de los "más felices" en el álbum, Lewis suena "eternamente abatida". Hugh Montgomery de The Independent le dio al álbum una crítica agridulce, diciendo que es "evidente que todavía hay franjas de baladas antiséptico mejor descrito como música para toallas". Sin embargo, no todo fue negativo. Montgomery dijo que el álbum intentó hacer que Lewis "entre en corriente de nuevo" mediante la inclusión de canciones escritas por Sandé. Los críticos Robert Copsey y Lewis Corner de Digital Spy colocaron a Glassheart en el número nueve de sus 20 mejores álbumes de 2012, Copsey y Corner dijeron que a pesar de ser conocida por sus baladas, "es el tormento que se destaca". Más tarde, en una encuesta realizada a 25.000 personas, llevado a cabo por Digital Spy, los lectores votaron por Glassheart como el quinto mejor disco del 2012 con el 9,8% de los votos, por detrás de Sandé y su álbum Our Version of Events, Babel de Mumford and Sons, Born to Die de Lana del Rey y Fall to Grace de Paloma Faith.

## Promoción

### Presentaciones

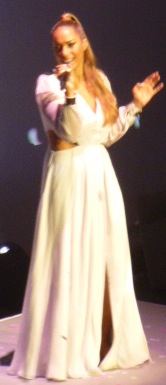
Lewis durante la gira The Glassheart Tour.

El 3 de septiembre de 2011 Lewis presentó «Collide» por primera vez en el primer episodio del programa de Simon Cowell Red or Black?. Luego hizo una presentación de la canción «Glassheart» en London's G-A-Y nightclub. Lewis también asistió al BBC Radio One's Hackney Weekend de Londres en junio de 2012. «Come Alive» fue presentado en el Amberliegh Charity Foundation del 25 de agosto del 2012, donde también incluyó; «Run», «Bleeding Love» y «Better in Time», y las versiones de «Apologize» por OneRepublic y «Grenade» por Bruno Mars. El 11 de septiembre de 2012, Lewis hizo una presentación acústica de sus nuevas canciones de Glassheart en el London's Annabel Nightclub, donde estuvo acompañada por sus familiares más cercanos. G-A-Y de London confirmó que Lewis va a regresar a presentar su nuevo sencillo «Trouble», luego de que en 2011 estuviese interpretando su primer sencillo «Collide». El 12 de septiembre, Lewis se presentó en el programa Alan Carr: Chatty Man. De acuerdo con Music Week, Lewis realizó presentaciones la semana del 6 & 7 de octubre, días antes del lanzamiento del álbum. La cantante hizo una aparición en la noche de eliminación de la serie The X Factor. Durante el Stand Up to Cancer UK telethon realizado el 19 de octubre de 2012, Lewis presentó «Fingerprint» en vivo por primera vez, y una versión acústica de su sencillo «Trouble» en This Morning. El 20 de octubre de 2012, Lewis realizó una presentación acústica para la séptima entrega de Cosmopolitan Ultimate Women Awards.

### Sencillos

#### «Collide»
El 14 de julio de 2011, se confirmó que «Collide» sería el primer sencillo del álbum. La canción tiene ritmos dance-pop y fue escrita por Rowe y producida por Sandy Vee, tuvo su primer lanzamiento en la radio del Reino Unido en el programa de Scott Mills de la BBC Radio 1, el 15 de julio de 2011. El sencillo fue lanzado en Reino Unido el 4 de septiembre de 2011 y Alemania el 9 de septiembre de 2011. La controversia sólo vino después de que se afirmó haber plagiado al músico Sueco Avicii en su canción «Penguin», este llevó el caso ante el Tribunal Supremo británico. Días después la discográfica decidió que el sencillo fuese un dueto entre ambos para que así la demanda fuese retirada.
Al estreno, consiguió ser el primer sencillo de Lewis en obtener un número uno en la lista "Hot Dance Club Songs" de la revista Billboard de los Estados Unidos, siendo un éxito en las discotecas del país, además de ser éxito top5 en países como Escocia, Irlanda y Reino Unido. Para la promoción del sencillo, asistió a los eventos New York Fashion Week y al Festival de Doha de cine 2011, además del programa Red Or Black? y la discoteca G-A-Y.

#### «Trouble»
«Trouble» fue dado a conocer como segundo sencillo del álbum en septiembre de 2011, dónde Lewis dijo en una entrevista: "Creo que Trouble será el segundo sencillo no puedo esperar para que todos puedan escuchar estoy muy emocionada por ello es que me encanta tiene un elemento... en ella un poco de trip-hop, un poco de sabor... nunca he escuchado nada igual, por lo que yo estaba como, (Esto es muy bueno)". La canción está escrita por Emeli Sandé y Lewis dijo que su asociación musical ha sido muy gratificante, al comentar: "Trouble es muy profundo y tiene letras que son increíbles desde el corazón. Fue genial colaborar con Emeli porque realmente se de donde viene.".

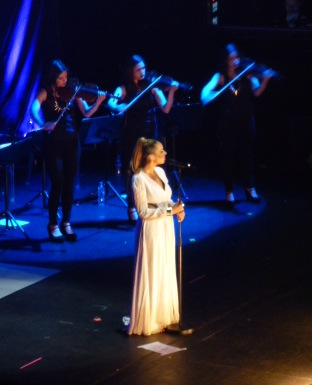
Lewis presentando su versión de «The First Time Ever I Saw Your Face» durante la gira The Glassheart Tour.

La canción tuvo su estreno radial en la emisora BBC Radio 1 el 21 de agosto de 2012, dónde se confirmó la participación del rapero norteamericano Childish Gambino. Su lanzamiento para la descarga digital, fue realizada el 5 de octubre en Irlanda y el 7 de octubre en gran parte de los países. El sencillo no tuvo el gran impacto comercial como lo fue su anterior sencillo, pero pese a ello, figuró como éxito top10 en los países europeos; Reino Unido y Escocia. Algo diferente ocurrió en Irlanda, ya que por tercera vez en la carrera de Lewis, un sencillo no lograba ingresar al Top10 y solo alcanzó el puesto 21.

#### «Lovebird»
A fines de octubre, Lewis comentó a través de su blog que «Fireflies» estaba listo para ser lanzado como su próximo sencillo, ya que era "Realmente poderoso". Pero durante el evento London Oxford Street Christmas light, realizado el 5 de noviembre de 2012, Lewis anunció que la canción «Lovebird» sería publicada de manera oficial como el tercer sencillo del álbum para el continente europeo. Más tarde Sony Music informó sobre su fecha de lanzamiento para el 19 de noviembre en Francia y España, el 7 y 9 de diciembre en Alemania y Reino Unido respectivamente. El video musical, fue filmado el 19 de noviembre de acuerdo con Lewis vía Twitter.
Tras su lanzamiento digital, la canción falló al ingresar a las principales listas europeas, esto debido a las escasas ventas. En el caso de Reino Unido, la canción vendió alrededor de 600 copias, convirtiéndose en el sencillo menos vendido de Lewis en el país. De todas formas, alcanzó el puesto veinte y dos de la lista Gaon Chart de Corea del sur.

### Gira
En abril de 2013, Lewis comenzó su primera gira en promoción del álbum por Europa llamada The Glassheart Tour. Esta es su segunda gira promocional, luego del The Labyrinth Tour en 2010. Al hablar sobre la gira, la cantante comentó; "No puedo esperar para estar ahí y tocar mis nuevas canciones. La pasé realmente divertido en mi antigua gira y estoy realmente emocionada por hacerlo de nuevo el año que viene." Lewis citó a William Shakespeare como su mayor potencial de inspiración para la gira.

## Listado de canciones
- Edición estándar

| Glassheart |                                                |                                                                  |          |  |
| N.º        | Título                                         | Productor(es)                                                    | Duración |  |
| 1.         | «Trouble»                                      | Naughty Boy, Fraser T. Smith, Loco, Orlando "Jalil Beats" Tucker | 03:41    |  |
| 2.         | «Un Love Me»                                   | Fraser T. Smith, Loco                                            | 04:12    |  |
| 3.         | «Lovebird»                                     | Josh Abrahams, Oligee, Ammo                                      | 03:32    |  |
| 4.         | «Come Alive»                                   | Fraser T. Smith, Loco, Tim Deluxe                                | 04:03    |  |
| 5.         | «Fireflies»                                    | Dodds                                                            | 03:55    |  |
| 6.         | «I to You»                                     | Fraser T. Smith, Loco                                            | 03:18    |  |
| 7.         | «Shake You Up»                                 | Rodney "Darkchild" Jerkins                                       | 03:40    |  |
| 8.         | «Stop the Clocks»                              | Fraser T. Smith                                                  | 04:01    |  |
| 9.         | «Favourite Scar»                               | Ryan Tedder, Zancanella                                          | 03:36    |  |
| 10.        | «When It Hurts»                                | Fraser T. Smith, Naughty Boy                                     | 03:12    |  |
| 11.        | «Glassheart»                                   | DJ Frank E, Tedder, Zancanella, Kutzle, Shrkeli                  | 03:56    |  |
| 12.        | «Fingerprint»                                  | Fraser T. Smith                                                  | 04:07    |  |
| 13.        | «Trouble» (con Childish Gambino) (Bonus Track) | Naughty Boy, Fraser T. Smith, Loco, Tucker                       | 03:42    |  |

- Edición de lujo

| Glassheart (Deluxe Version – Disc 2) |                                         |                                     |          |  |
| N.º                                  | Título                                  | Productor(es)                       | Duración |  |
| 1.                                   | «Trouble» (Acoustic)                    | Fraser T. Smith                     | 03:43    |  |
| 2.                                   | «Come Alive» (Acoustic)                 | Fraser T. Smith                     | 04:25    |  |
| 3.                                   | «Glassheart» (Acoustic)                 | Tommy King, Ira Glansbeeik          | 03:46    |  |
| 4.                                   | «Colorblind»                            | Fraser T. Smith                     | 03:22    |  |
| 5.                                   | «Sugar»                                 | Al Shux                             | 03:36    |  |
| 6.                                   | «Collide» (Afrojack Remix) (con Avicii) | Sandy Vee, The Young Boys, Afrojack | 05:54    |  |

| Glassheart (iTunes Store bonus video) |                              |                            |          |  |
| N.º                                   | Título                       | Productor(es)              | Duración |  |
| 7.                                    | «Glassheart» (Live Acoustic) | Tommy King, Ira Glansbeeik | 03:49    |  |

Notas
- «Favourite Scar» contiene elementos de la canción «Head over Heels» interpretada por el grupo Tears for Fears y escrita por Roland Orzabal & Curt Smith.[87]
- «Collide» contiene elementos de la canción «Perpetuum Mobile» de la agrupación Penguin Cafe Orchestra y escrita por Simon Jeffes.

## Funcionamiento en las listas
Según las predicciones de mediados de semana de la Official Charts Company, se esperaba que Glassheart debutara número dos en el UK Albums Chart, con 4.000 ejemplares detrás del vendedor más grande de la semana, de 18 años de edad y cantautor Jake Bugg con su álbum debut auto-titulado. Tras el lanzamiento, Glassheart debutó en el número tres con 27.000 copias vendidas, 8.000 ejemplares detrás del álbum debut homónimo de Bugg y 1000 ejemplares detrás de Mumford and Sons con su segundo álbum de estudio Babel. Por lo tanto Glassheart se convirtió en el primer álbum de Lewis en no debutar en el número uno. Su primera semana de ventas representan un gran descenso en el mercado de Lewis desde su primer álbum Spirit (2007), que debutó con 375.000 copias y las 161.000 copias de Echo (2009).
En Escocia, el álbum también debutó en el número tres.  Mientras tanto en la lista Irish Albums Chart de Irlanda, Glassheart debutó en el número cuatro, conformándose así el tercer álbum de Lewis en debutar al interior del top5, después de los álbumes Spirit (2007) y Echo (2009), los cuales debutaron en el número uno y dos respectivamente. En Europa continental, Glassheart también fue considerablemente menos exitoso. Debutó en el número veintinueve en Suiza, pasando dos semanas en el top30 en la lista de álbumes de Suiza. Además, en España, Glassheart debutó en el número cincuenta y cuatro, mientras que Echo alcanzó su máxima posición al interior del top20 y Spirit alcanzó su máxima posición al interior del top30.
Glassheart tuvo más éxito en Austria y Alemania, en donde alcanzó el puesto número cinco y seis, respectivamente. En Austria se convirtió en su segundo éxito top5, superando el número ocho de Echo, pero no el número uno que alcanzó Spirit. Del mismo modo, en Alemania, el álbum se convirtió en el segundo top10 de Lewis, tras Spirit que alcanzó el número uno y Echo que alcanzó el puesto número doce.

### Rankings
| País          | Medio u organización publicadora | Ranking         | Posición | Ref.    |
| ------------- | -------------------------------- | --------------- | -------- | ------- |
| Europa        |                                  |                 |          |         |
| Alemania      | BVMI                             | Top 100 álbumes | 6        | [ 93 ]  |
| Austria       | IFPI                             | Top 75 álbumes  | 5        | [ 94 ]  |
| Escocia       | IFPI                             | Top 75 álbumes  | 3        | [ 95 ]  |
| España        | PROMUSICAE                       | Top 100 álbumes | 54       | [ 96 ]  |
| Irlanda       | IRMA                             | Top 75 álbumes  | 4        | [ 97 ]  |
| Países Bajos  | MegaCharts                       | Top 100 álbumes | 57       | [ 98 ]  |
| Reino Unido   | OCC                              | Top 100 álbumes | 3        | [ 99 ]  |
| Suiza         | Swiss Music Charts               | Top 100 álbumes | 29       | [ 100 ] |
| Asia          |                                  |                 |          |         |
| Corea del Sur | Gaon Chart                       | Top 100 álbumes | 13       | [ 101 ] |
| Oceanía       |                                  |                 |          |         |
| Australia     | ARIA                             | Top 50 álbumes  | 29       | [ 102 ] |

## Certificaciones
| País        | Organismo certificador | Certificación  | Ventas certificadas | Simbolización | Ref.    |
| ----------- | ---------------------- | -------------- | ------------------- | ------------- | ------- |
| Europa      |                        |                |                     |               |         |
| Reino Unido | BPI                    | Disco de plata | 60 000              |               | [ 103 ] |

## Lanzamientos
| País o estado              | Fecha                   | Sello      | Edición(es)       | Ref.            |
| -------------------------- | ----------------------- | ---------- | ----------------- | --------------- |
| Historial de publicaciones |                         |            |                   |                 |
| Irlanda                    | 12 de octubre de 2012   | Sony Music | Estándar y deluxe |                 |
| Reino Unido                | 15 de octubre de 2012   | Syco Music | Estándar y deluxe | [ 104 ] [ 105 ] |
| Bélgica                    | 23 de noviembre de 2012 | Sony Music | Estándar          | [ 106 ]         |
| Países Bajos               | 23 de noviembre de 2012 | Sony Music | Estándar          | [ 107 ]         |
| Nueva Zelanda              | 23 de noviembre de 2012 | Sony Music | Estándar          | [ 108 ]         |
| Francia                    | 26 de noviembre de 2012 | Sony Music | Estándar y deluxe | [ 109 ] [ 110 ] |
| España                     | 27 de noviembre de 2012 | Sony Music | Estándar y deluxe | [ 111 ]         |
| Dinamarca                  | 28 de noviembre de 2012 | Sony Music | deluxe            | [ 112 ]         |
| Finlandia                  | 28 de noviembre de 2012 | Sony Music | Estándar y deluxe | [ 113 ] [ 114 ] |
| Suecia                     | 28 de noviembre de 2012 | Sony Music | Estándar y deluxe | [ 115 ] [ 116 ] |
| Australia                  | 30 de noviembre de 2012 | Sony Music | Estándar y deluxe | [ 117 ]         |
| Alemania                   | 11 de enero de 2013     | Sony Music | deluxe            | [ 118 ]         |